# 최건국
최건국(1942년 ~ 2016년 2월)은 최덕신-류미영 부부의 장남이다. 독일에 거주하며 한국 민주화에 노력했다.

## 생애
1942년 중국 충칭에서 태어났다. 서울대 사범대학 부설고등학교 출신이다. 이건희, 홍사덕과 고교 동기다. 서울에서 군대(공군) 제대 후인 1963년 9월부터 독일에 거주해 왔다. 아버지 최덕신이 서독대사로 발령받으면서부터다. 1970년대 중반 삼성전자의 프랑크푸르트 주재원이 되었다.
최덕신은 외무장관과 천도교 교령을 지낸 인물로 아내 류미영과 함께 1976년 미국으로 이민을 갔다가 1986년 북한 국적을 취득한다. 1976년 부모의 미국 망명과 북한 방문으로 최건국은 삼성전자에서 해고됐다. 반체제 인사의 아들이라는 이유로 중앙정보부가 회사에 압력을 넣어 해고하게 했다. 정부의 요구를 거절할 수 있는 기업이 없었다. 그때부터 독일 유랑 생활이 시작되었다.
1960년대 후반 박정희 정부는 동베를린 사건을 조작해 터뜨렸다. 당시 서독 대사를 지낸 최덕신은 이 공작에 반대했다. 최건국은 1970년대 후반부터 동백림 사건에 연루된 유학생 출신 민주 인사들과 교류하며 민주화운동을 하게 됐다. 서독 교민을 규합, 한국 민주화운동에 적극적으로 뛰어들었다. 민주사회건설협의회(민건)에 적을 두고 활동했다. 윤이상과 정규명 박사, 송두율 교수, 이종현 전 민건 의장 등이 주요 멤버였다. 시사IN과 인터뷰하던 2007년 당시 최건국은 오스트리아 빈에 본부를 둔 한민족통일연구회의 집행위원장이었다.
1980년대 후반 통일운동에 뛰어들면서 북한도 자주 왕래하게 됐다. 이 과정에서 북한과 한국 기업 양쪽을 연결하는 역할을 맡았다. 남북 경제협력 기업인 한백상사 대표로 있었다. 한백상사는 한라산과 백두산의 머리글자를 딴 이름이다. 남북합동 자원개발사업을 목표로 했다. 한때는 알짜 중소기업 부럽지 않을 정도로 사업이 잘됐다. 금강산 해변에 말보로 같은 해외 글로벌 기업의 입간판을 세워 영업을 했을 정도였다.
1999년 8월에는 <백범통일광장 건설에 관한 건의문>을 남북한 정부에 전달하는데 관여했다. 최건국은 이 건의문을 오스트리아 대사관을 통해 북한에 전달했다. 휴전선과 38선이 교차하는 지점에 '백범통일광장'을 건설하기 위한 건의문이었다. 남·북·해외 민간인들로 구성된 한반도통일연구회 주최로 1999년 8월 4∼8일 독일 프랑크푸르트에서 열린 '99조국통일에 관한 국제 학술회의에서 건의문이 채택됐다. 이어 오스트리아 빈 소재 한민족통일연구회 최건국 정책위원장이 1999년 10월 안에 해외추진본부를 결성하겠다는 계획을 밝혔다.
북한이 사상 처음으로 금강산 관광지와 개성공단 지역에 자본주의의 상징인 옥외광고 설치를 승인했다. 최건국이 사장이던 한백상사가 운영권을 가져왔다. 북한은 금강산 관광이 시작되는 장전항에 2개의 대형 광고판을 설치하여 운영토록 승인했다. 추가로 금강산 다른 관광지역 및 개성공단과 그 주변 관광지에 광고판을 설치토록 허용했다. 2000년 12월 사업 허가를 내준 것으로 1년여 만인 2002년 2월 초 광고판이 완공돼 2월 15일 김정일 위원장에게 보고됐다.
2001년 8월 남북한에 중립적인 '한반도통일연구회'(회장 박헌일) 회장단이 처음으로 평양을 방문해 김정일 북한 국방위원장의 한국 조기 방문을 촉구했다. 2000년 김대중 대통령의 북한 방문에 대한 답방이었다. 최건국은 당시 부회장 자격으로 북한측 초청으로 6.15 남북공동선언 1주년과 8.15 56주년을 맞이하여 평양에서 개최되는 '2001년 민족통일 대축전'에 참석했다.
2013년 7월 북한 평양에서 열린 정전협정 60주년 기념식에 해외동포로 초청을 받아 참석했던 최건국. 그는 귀로에 들른 베이징의 한 호텔에서 사업과 관련한 북한의 태도를 비판했다. “북한은 변하고 있다는 사실을 적극적으로 보여줘야 합니다. 그래야 국제사회에 자연스럽게 편입될 수 있습니다. 그렇지 않으면 미래는 없습니다.” 남북화해와 동포를 돕는다는 대승적인 차원에서 20여 년 이상 대북 사업을 해왔으나 북한의 대금 미결제 같은 약속 불이행 등으로 인해 매년 적자에 허덕이다 마침내 한계에 봉착한 때문이다.
1998년에 와서야 최건국은 남동생과 여동생 등 한국의 가족과 재회할 수 있었다. 가족을 만나는 것도 국가보안법 위반이었다. 입국이 불허되었으므로 중국 베이징에서 만났다. 김대중 정부가 들어서기 전까지는 한국의 가족들에게 정부가 해외여행 비자를 발급해 주지 않았다.
그는 2013년 뇌졸중으로 2번이나 쓰러졌다. 송두율과 함께 반체제 인사로 분류돼 귀국하지 못하고 2016년 2월 말 독일에서 74세로 사망했다. 모국에서 버림받았지만 한국 국적을 40년 이상 유지했다.
가족은 아내와 아들 둘이 있다. 한국 국적을 가진 아내는 독일에 파견된 간호사 출신이다. 두 아들은 대학에서 전자공학, 기계공학을 전공했다.
동생 최인국은 2019년 7월 6일 북한으로 갔고 여형제로는 누나 근애와 여동생 경애, 순애가 있다. 독립운동가인 조부 최동오는 6.25 당시 납북됐으며 북한에서 장관급 대우를 받은 것으로 전해진다.